# Onthophagus indosinicus
Onthophagus indosinicus är en skalbaggsart som beskrevs av Antoine Boucomont 1921. Onthophagus indosinicus ingår i släktet Onthophagus och familjen bladhorningar. Inga underarter finns listade i Catalogue of Life.